# Saint-Aubin-d'Appenai
Pour les articles homonymes, voir Saint-Aubin.
Saint-Aubin-d'Appenai est une commune française, située dans le département de l'Orne en région Normandie, peuplée de 435 habitants.

## Géographie
La commune est dans la campagne d'Alençon. Son bourg est à 4 km au nord du Mêle-sur-Sarthe, à 16 km au sud-est de Sées et à 27 km au nord-est d'Alençon.
Le point culminant (207/209 m) se situe au sud, sur la colline du Breuil. Le point le plus bas (144 m) correspond à la sortie de la Bardelle du territoire, au sud-ouest.
| Boitron (sur quelques mètres), Aunay-les-Bois | Montchevrel                                                      | Laleu |
| Marchemaisons                                 | Saint-Aubin-d'Appenai                                            | Laleu |
| Marchemaisons                                 | Saint-Léger-sur-Sarthe, Le Mêle-sur-Sarthe, Coulonges-sur-Sarthe | Laleu |

### Hydrographie
La commune est située dans le bassin Loire-Bretagne. Elle est drainée par la Tanche, le Quincampoix et le Villedieu,,.
La Tanche, d'une longueur de 18 km, prend sa source dans la commune du Chalange et se jette  dans la Sarthe en limite de Ventes-de-Bourse et de Saint-Léger-sur-Sarthe, après avoir traversé neuf communes. 

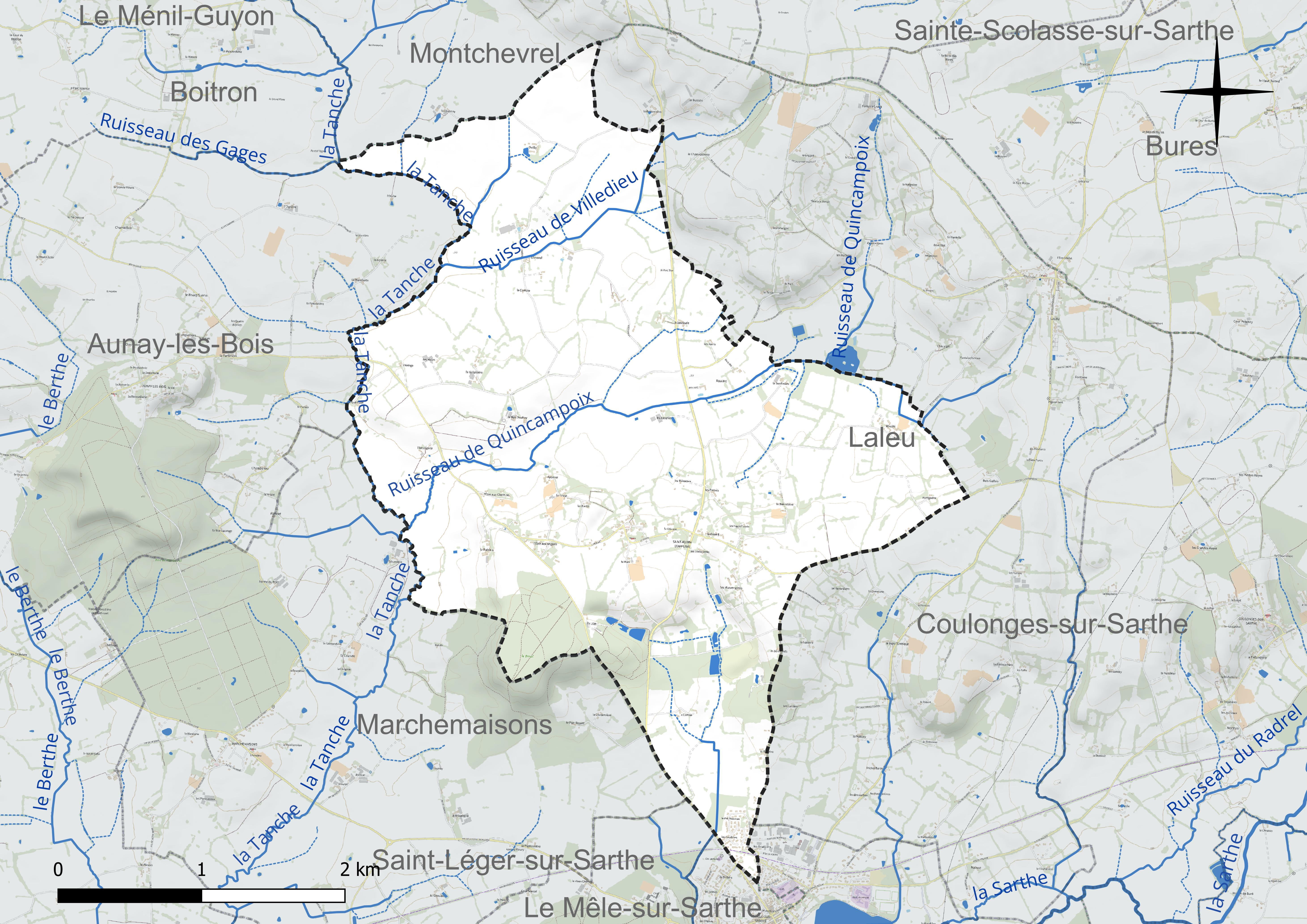
Réseau hydrographique de Saint-Aubin-d'Appenai.

### Climat
Pour des articles plus généraux, voir Climat de la Normandie et Climat de l'Orne.
En 2010, le climat de la commune est de type climat océanique dégradé des plaines du Centre et du Nord, selon une étude du CNRS s'appuyant sur une série de données couvrant la période 1971-2000. En 2020, Météo-France publie une typologie des climats de la France métropolitaine dans laquelle la commune est exposée à un climat océanique altéré et est dans la région climatique Normandie (Cotentin, Orne), caractérisée par une pluviométrie relativement élevée (850 mm/a) et un été frais (15,5 °C) et venté. Parallèlement le GIEC normand, un groupe régional d’experts sur le climat, différencie quant à lui, dans une étude de 2020, trois grands types de climats pour la région Normandie, nuancés à une échelle plus fine par les facteurs géographiques locaux. La commune est, selon ce zonage, exposée à un « climat des plateaux abrités », se caractérisant par une pluviométrie et des contraintes thermiques modérées mais aussi, par effet de continentalité, des températures plus contrastées qu'au nord dans la plaine de Caen, avec communément 10 à 15 jours par an de plus de froid en hiver et de chaleur en été.
Pour la période 1971-2000, la température annuelle moyenne est de 10,1 °C, avec une amplitude thermique annuelle de 14,2 °C. Le cumul annuel moyen de précipitations est de 761 mm, avec 12,4 jours de précipitations en janvier et 7,8 jours en juillet. Pour la période 1991-2020, la température moyenne annuelle observée sur la station météorologique la plus proche, située sur la commune de Villeneuve-en-Perseigne à 12 km à vol d'oiseau, est de 10,8 °C et le cumul annuel moyen de précipitations est de 770,2 mm,. Pour l'avenir, les paramètres climatiques de la commune estimés pour 2050 selon différents scénarios d’émission de gaz à effet de serre sont consultables sur un site dédié publié par Météo-France en novembre 2022.

## Urbanisme

### Typologie
Au 1er janvier 2024, Saint-Aubin-d'Appenai est catégorisée commune rurale à habitat dispersé, selon la nouvelle grille communale de densité à sept niveaux définie par l'Insee en 2022.
Elle est située hors unité urbaine. Par ailleurs la commune fait partie de l'aire d'attraction d'Alençon, dont elle est une commune de la couronne,. Cette aire, qui regroupe 89 communes, est catégorisée dans les aires de 50 000 à moins de 200 000 habitants,.

### Occupation des sols
L'occupation des sols de la commune, telle qu'elle ressort de la base de données européenne d’occupation biophysique des sols Corine Land Cover (CLC), est marquée par l'importance des territoires agricoles (94,7 % en 2018), une proportion identique à celle de 1990 (94,7 %). La répartition détaillée en 2018 est la suivante : 
prairies (52,4 %), terres arables (38,2 %), forêts (4,5 %), zones agricoles hétérogènes (4,1 %), zones urbanisées (0,8 %). L'évolution de l’occupation des sols de la commune et de ses infrastructures peut être observée sur les différentes représentations cartographiques du territoire : la carte de Cassini (XVIIIe siècle), la carte d'état-major (1820-1866) et les cartes ou photos aériennes de l'IGN pour la période actuelle (1950 à aujourd'hui).

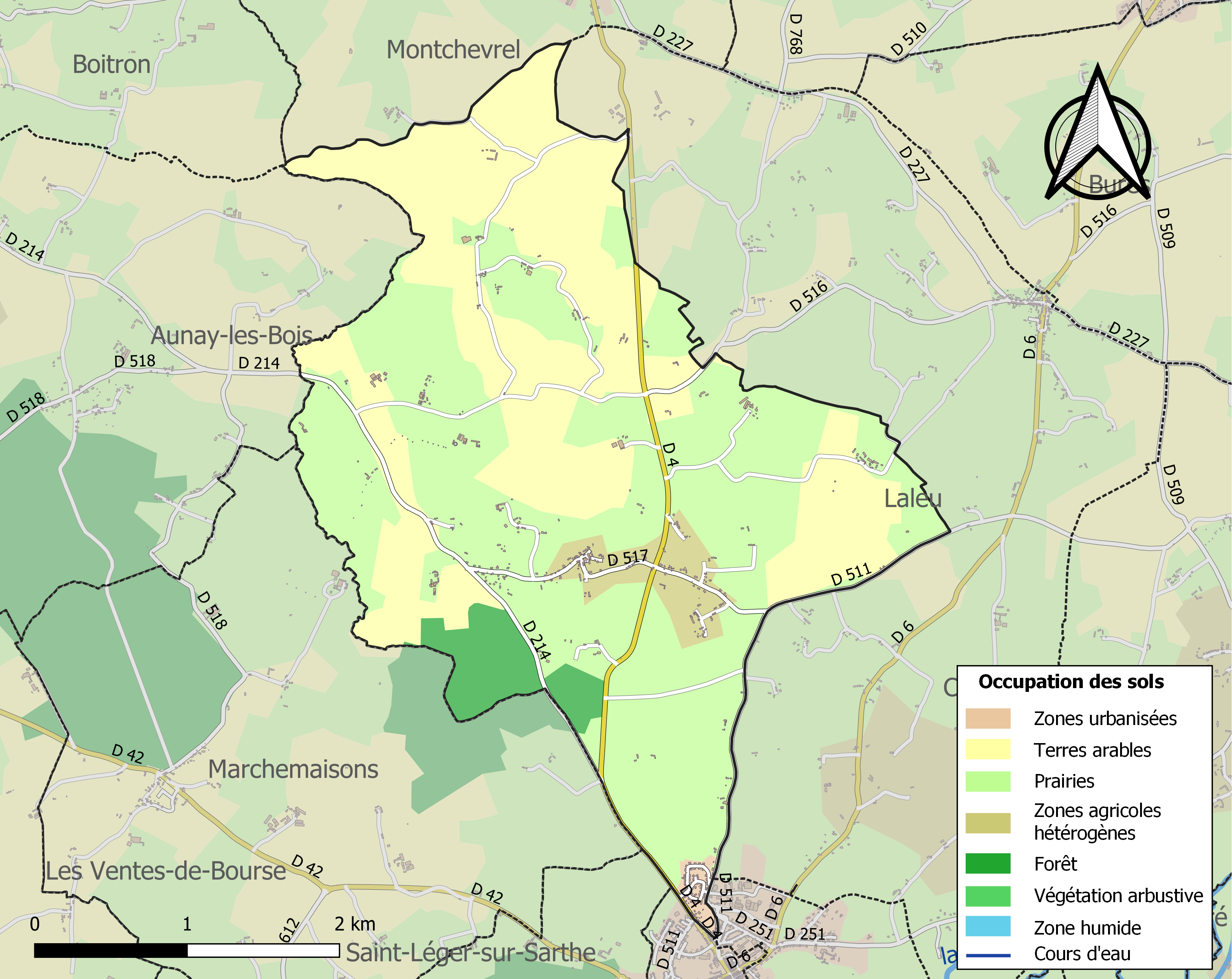
Carte des infrastructures et de l'occupation des sols de la commune en 2018 (CLC).

## Toponymie
L'hagiotoponyme de la localité devint temporairement Calire-Fontaine pendant la Révolution française, avant de redevenir Saint-Aubin en 1801 puis Saint-Aubin-d'Appenai. 
La paroisse était dédiée à Aubin d'Angers, évêque d'Angers au VIe siècle.
Appenai est attesté sous la forme Appanaicum en 1088. Appenai serait un anthroponyme romain (Appinus) ou germanique (Appo ou Appon)[réf. nécessaire].
Le gentilé est Saint-Aubinois.

## Histoire
Au cours de la période révolutionnaire de la Convention nationale (1792-1795), la commune a porté le nom de Claire-Fontaine.

## Politique et administration
| Période                                  | Période  | Identité      | Étiquette | Qualité            |
| ---------------------------------------- | -------- | ------------- | --------- | ------------------ |
| 1995                                     | En cours | Michel Salmon | SE        | Ingénieur agricole |
| Les données manquantes sont à compléter. |          |               |           |                    |

Le conseil municipal est composé de onze membres dont le maire et deux adjoints.

## Démographie
L'évolution du nombre d'habitants est connue à travers les recensements de la population effectués dans la commune depuis 1793. Pour les communes de moins de 10 000 habitants, une enquête de recensement portant sur toute la population est réalisée tous les cinq ans, les populations de référence des années intermédiaires étant quant à elles estimées par interpolation ou extrapolation. Pour la commune, le premier recensement exhaustif entrant dans le cadre du nouveau dispositif a été réalisé en 2005.
En 2022, la commune comptait 435 habitants, en évolution de +8,75 % par rapport à 2016 (Orne : −3,21 %, France hors Mayotte : +2,11 %).
Saint-Aubin-d'Appenai a compté jusqu'à 876 habitants en 1800.
| 1793 | 1800 | 1806 | 1821 | 1836 | 1841 | 1846 | 1851 | 1856 |
| ---- | ---- | ---- | ---- | ---- | ---- | ---- | ---- | ---- |
| 815  | 876  | 843  | 802  | 790  | 754  | 737  | 694  | 670  |

| 1861 | 1866 | 1872 | 1876 | 1881 | 1886 | 1891 | 1896 | 1901 |
| ---- | ---- | ---- | ---- | ---- | ---- | ---- | ---- | ---- |
| 629  | 618  | 553  | 517  | 472  | 468  | 452  | 489  | 441  |

| 1906 | 1911 | 1921 | 1926 | 1931 | 1936 | 1946 | 1954 | 1962 |
| ---- | ---- | ---- | ---- | ---- | ---- | ---- | ---- | ---- |
| 416  | 393  | 367  | 316  | 296  | 330  | 331  | 302  | 296  |

| 1968 | 1975 | 1982 | 1990 | 1999 | 2005 | 2006 | 2010 | 2015 |
| ---- | ---- | ---- | ---- | ---- | ---- | ---- | ---- | ---- |
| 271  | 292  | 310  | 311  | 320  | 393  | 404  | 386  | 396  |

| 2020 | 2022 | - | - | - | - | - | - | - |
| ---- | ---- | - | - | - | - | - | - | - |
| 407  | 435  | - | - | - | - | - | - | - |

## Lieux et monuments

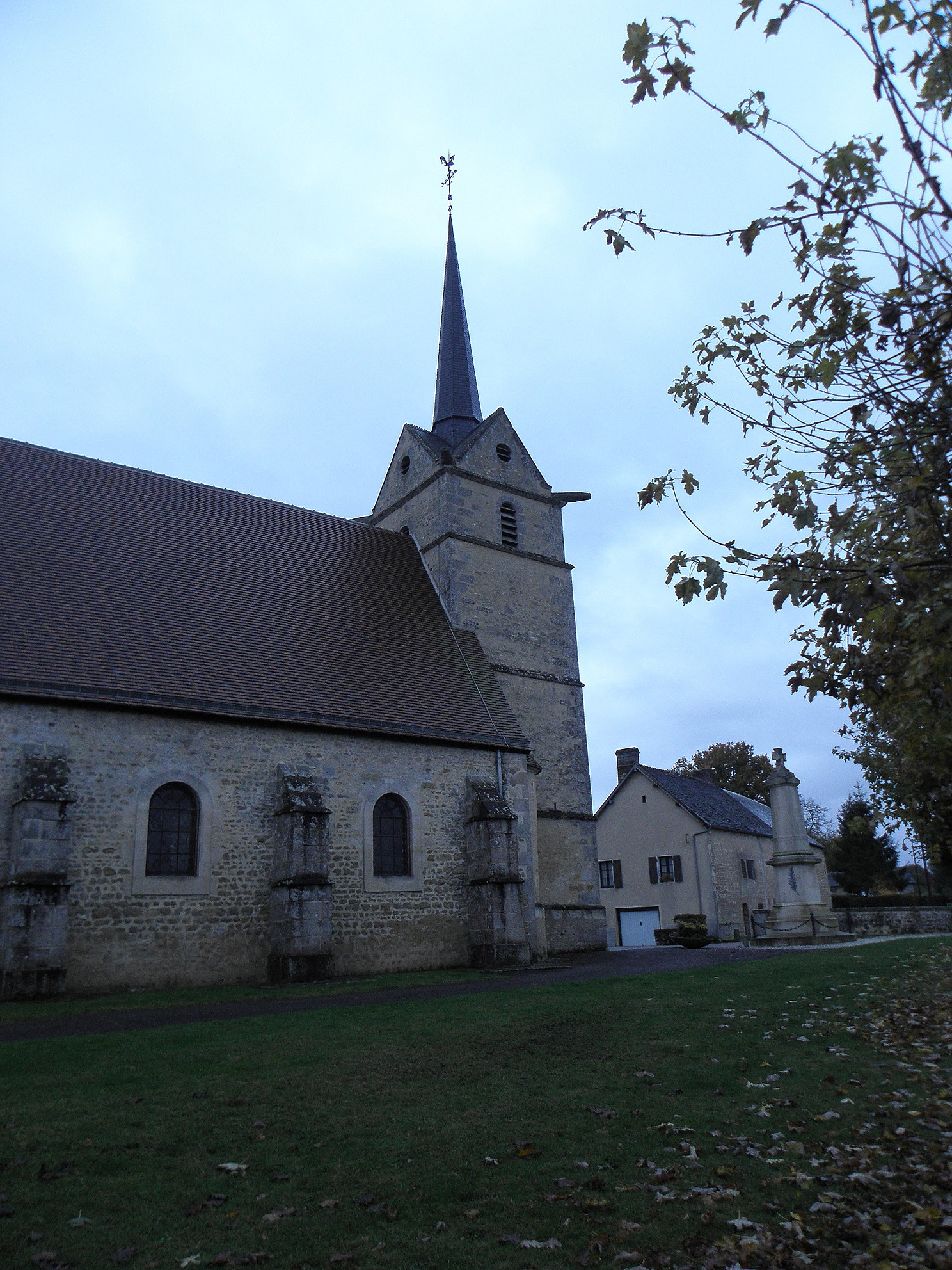
L'église paroissiale Saint-Aubin.

- Église Saint-Aubin.

## Activité et manifestations
- Fête communale fin juin[24].